# Christodoulos Tsigantes
Pour les articles homonymes, voir Christodoulos.
Christodoulos Tsigantes (en grec moderne : Χριστόδουλος Τσιγάντες) est né le 30 janvier 1897 en Roumanie et est décédé à Londres, au Royaume-Uni, le 11 octobre 1970. C'est un général grec, qui s'est illustré à la tête du Bataillon sacré, durant la Seconde Guerre mondiale.

## Biographie
Né en Roumanie mais originaire de Céphalonie, Tsigantes embrasse la carrière militaire et intègre l'École des Évelpides, dont il sort diplômé en 1916. Il rejoint alors le « Gouvernement de défense nationale » fondé par Elefthérios Venizélos à Thessalonique et sert d'abord en Bessarabie puis en Asie mineure.
Dans l'Entre-deux-guerres, il vient compléter ses études militaires à Paris, avant de revenir en Grèce. Promu au grade de colonel, il devient membre de l'« Organisation militaire grecque » (ΣΕΟ) et prend part au Coup d'État grec de mars 1935. Cependant, le putsch est un échec et Tsigantes est arrêté et jugé le 31 mars suivant. Accusé d'acte de haute trahison, il est condamné à la prison à vie. Gracié peu de temps après, il s'installe à l'étranger.
En 1939-1940, Tsigantes sert dans la Légion étrangère française, en Libye et en Érythrée. En 1941, il se présente spontanément devant le gouvernement grec en exil, installé au Caire, en Égypte. Le roi Georges II l'amnistie alors et lui permet de réintégrer l'armée grecque. En 1942, Tsigantes prend la tête du Bataillon sacré et sert au Moyen-Orient, en Libye, en Tunisie et en Égée (lors de la Campagne du Dodécanèse).
À la fin de la guerre, Tsigantes reçoit de multiples décorations des mains de Georges II et des Alliés. Il est nommé commandant militaire du Dodécanèse et sert comme chef de la mission militaire de l'archipel entre 1945 et 1947. Il est alors promu au grade de brigadier. Le 1er mai 1948, il se retire en Eubée, où il est nommé commandant de l'île avec le grade de major-général.
Par la suite, il devient commentateur pour différents journaux (Έθνος, Νέα, Ελευθερία, etc). Entre 1950 et 1953, Tsigantes est nommé directeur général de la Radio nationale grecque. Candidat aux élections législatives pour le parti libéral en 1950, 1956 et 1958, il est vaincu à chaque fois.
En 1970, il se trouve à Tripoli lorsqu'il tombe gravement malade. Transféré à Athènes pour des soins, il est finalement emmené à Londres, où il meurt le 11 octobre.

## Famille
Christodoulos Tsigantes est le frère du résistant grec Ioannis Tsigantes (el) (1897-1943).